# NGC 6001
NGC 6001 é uma galáxia espiral (Sc) localizada na direcção da constelação de Corona Borealis. Possui uma declinação de +28° 38' 30" e uma ascensão recta de 15 horas, 47 minutos e 45,9 segundos.
A galáxia NGC 6001 foi descoberta em 11 de Abril de 1785 por William Herschel.